# Golli
Golli [góli] je priimek več znanih Slovenk in Slovencev.

## Znane slovenske nosilke in nosilci priimka
- Bojan Golli (1950–2023), fizik
- Danica Golli (rojena Ušaj) (1922–1999), pedagoginja
- Tanja Golli (rojena Cerar), zdravnica, nevrologinja